# 3-hidroxi-3-metilglutaril-coenzim A
El 3-hidroxi-3-metilglutaril-coenzim A (HMG-CoA) és un intermedi en les rutes del mevalonat i de la cetogènesi.

## Bioquímica

### Síntesi
L'enzim HMG-CoA sintasa catalitza la unió de l'acetil-CoA i l'acetoacetil-CoA per formar el HMG-CoA.

### Ruta del mevalonat
L'enzim HMG-CoA reductasa converteix aquest metabòlit en àcid mevalònic.